# بي. إف. مورغان
بي. إف. مورغان هو سياسي أمريكي، ولد في 12 أغسطس 1858، وتوفي في 26 يناير 1922. نشط حزبياً في الحزب الديمقراطي. وقد انتخب عضو مجلس ولاية داكوتا الجنوبية ‏.